# 水琴窟

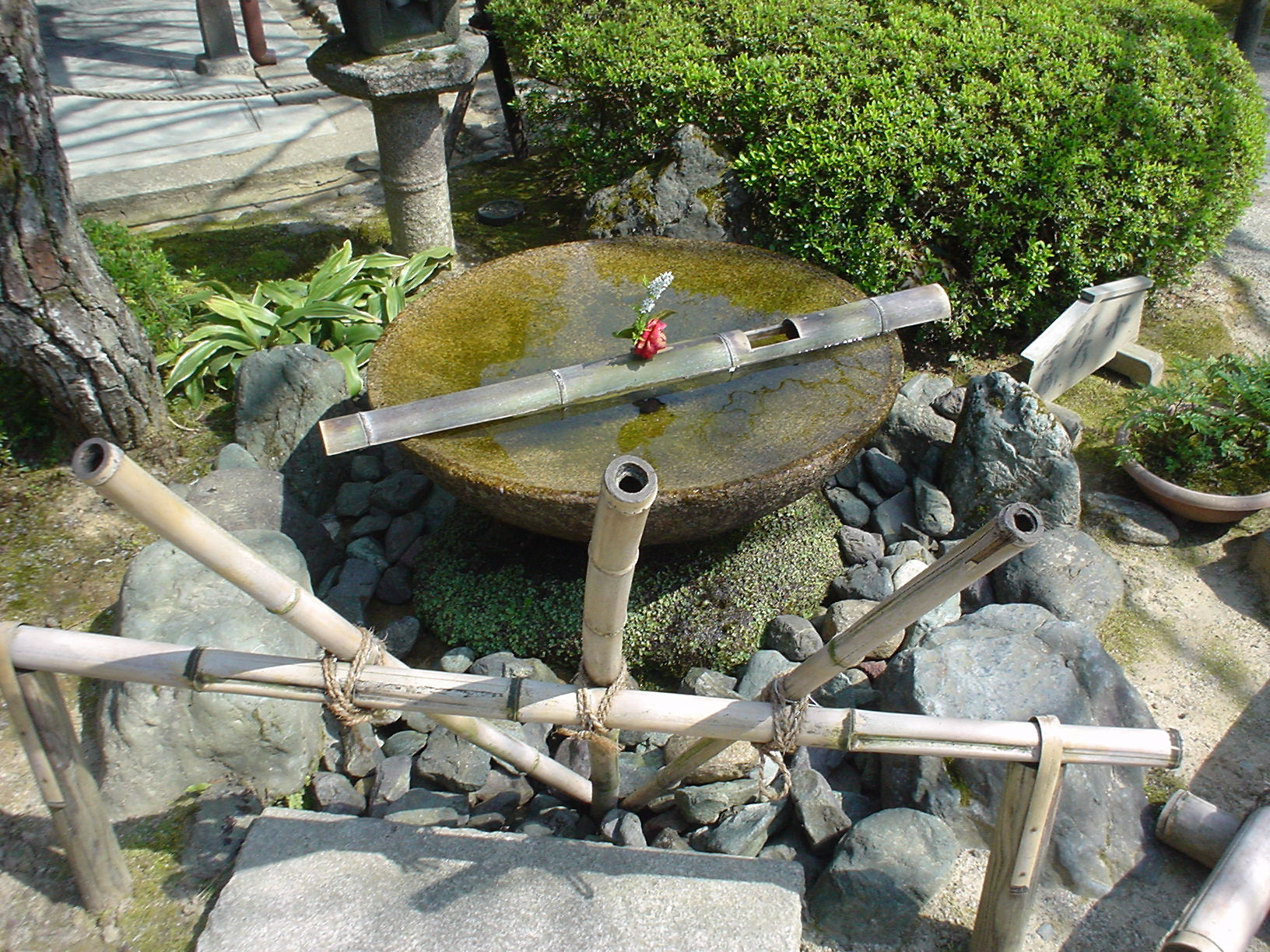
京都圓光寺的水琴窟

水琴窟（日语：／ Suikinkutsu */?）是指一種日本庭園裝飾和樂器，其結構包括一個倒轉的密封壺，流水通過壺上部的一個洞口流入壺內的小水池，從而在壺內產生悅耳的擊水聲音，其音像鈴聲或日本琴。水琴窟通常設立在手水鉢旁邊，而這些手水鉢往往設立在茶室的入口處，供進行茶道儀式的客人洗手之用。

## 傳統的作法
製作一個水琴窟比想像中的要困難的多，因為所有的零件必須經過細微的調整才能確保它發出好的聲音。水琴窟最重要的部份在於它的壺，也就是被倒轉埋在土裡的那部份，在早期是用裝米或裝水的器具做成的，不論是否有上釉的陶壺都可以用，近來也有出現鐵做的水琴窟。未上釉的壺是比較好的，因為它粗糙的表面有助於形成水滴。壺的高度為三十公分至一公尺，直徑為三十公分至五十公分。在頂端的洞直徑則大約是兩公分。它的原理跟鐘很類似，水琴窟的壺被敲擊到的時候會發出聲響；發出好聲音的壺製作出來的水琴窟聲音也就會好，反之就像碎裂的鐘一樣發不出好聲音。

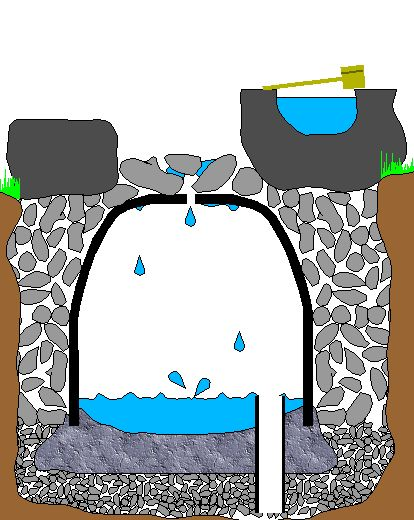
水琴窟的橫切面圖

水琴窟通常埋在碎石子地裡，在壺的底端會用泥土砌好密封以便盛水，且有一根排水管確保水位不至過高。在壺的旁邊通常會有陶製的磚，壺的上面則會被拳頭大小的石頭完全蓋住。傳統習慣上水琴窟會埋在一顆踏腳石以及日本茶道用的「手水鉢（一個用來洗手的水池）」中間，製作與設計水琴窟的材料範圍也很廣，通常視所在當地的狀況而定。
通常只會有一個壺埋在一個手水鉢之下，不過在少部份的情況下同一個手水鉢會接連埋著兩個壺，譬如說愛知縣日進市的岩崎城公園、群馬縣高崎市的創造學園大學以及京都的京都大學。不過要在兩個長達五十公分的壺上面找到一個最適合洗手的地方是困難的一件事，所以這樣的設計其實是希望人故意潑水在兩個壺之上來發出聲音。雖然目前為止還沒有，但是埋著多於兩個壺的水琴窟也是有可能的情形。

## 現代樣式
現代的水琴窟比起傳統要來的多樣化，以下是現代水琴窟可能有的樣式。
- 現代的水琴窟不一定在水手鉢的旁邊。
- 水琴窟也可以用一股持續不斷的流水發出持續不斷的水滴音，而非傳統發出的流水音與水滴音（見聲音）
- 現在也有金屬做的水琴窟。
- 與水琴窟相似的造景也有可能出現在旁邊，例如雕像。
- 水琴窟也會被裝在室內。
- 公共場所（例如餐廳、店面或者辦公室）可能會用喇叭播放水琴窟的聲音。
- 也可能會在水琴窟內裝置一條管子，使得聲音可以傳送到別的地方，例如室內。

## 歷史
歷史上最初稱呼水琴窟為洞水門，但是它早期很少被用在日本庭園建築中。起先它是一個被倒轉埋在土裡的器皿，位在日本庭園中的洗手水池旁邊，當作排水系統。當水排出時它會發出令人愉快的聲音，這讓庭園的園丁想要改進它的聲音讓它變得更好聽。它開始流行起來並有了水琴窟這個名字是在江戶時代（1603年-1867年）中期，大約在同時手水鉢也被發明出來。當時著名的日本茶道老師小堀遠州的庭園中有水琴窟，且後來大家認為他是水琴窟的發明者。在江戶時代末期，越來越少人製作水琴窟，可是在明治時期（1867年-1912年）又變得流行起來。
在二十世紀初，也就是昭和年間早期，水琴窟這個名字幾乎被大家所遺忘，東京農業大學平山勝藏教授在1959年的報告中指出，在日本他只能找到兩座水琴窟，且都已經被泥土埋起來壞掉不能用了。不過1982年一位朝日新聞的記者寫了一篇有關水琴窟的報導，而且向大家募集相關的情報，這使得更多水琴窟被發現，而且在朝日新聞中也出現大量相關文章。不久之後，1985年NHK播放了一個有關水琴窟的電視節目，讓水琴窟再次的流行了起來。

## 聲音
水琴窟發出的聲音，習慣稱之為「水琴音」。
「水琴音」可進一部分為「流水音」和「水滴音」。開始洗手時，大部份的水從小石和瓶的邊緣流走產生「流水音」，並與在內側的「水滴音」產生共鳴；而在洗手完結時，「流水音」徐徐的終止，伴隨着「水滴音」。
高檔的水琴窟可在其表面不同的小洞產生水滴，而沒有上釉的窟表面擁有較多小洞，故此凝聚水滴的效能較好。水滴碰撞到表面所產生的聲音可透過窟的設計而擴大。有些水琴窟亦在附近放置了一根竹管作擴音器之用。
由於每座水琴窟所處身的位置不同，而裝置方式亦不可能完全一樣，所以理論上每一座水琴窟所發出的聲音都不相同。

## 心理方面的概念
水琴窟重要的概念之一就是這是一個隱藏起來、看不見的裝置。當訪客在洗手的同時，也會聽見從地底下傳來令人愉悅的聲音。洗手的動作也可以被視為在彈奏「水琴窟」，洗完手後水的聲音很快的會消失。水滴清澈的聲音被認為可以幫助放鬆心情，也象徵了美麗與和平。

## 其他
1985年，位於高崎藝術中心學院的雙層水琴窟聲響被灌錄成商業音樂光碟，並由Victor Records發行。此外，藝術家亦利用電腦合成水琴窟的聲響並發行音樂光碟，而水琴窟的聲響亦被一些音樂家在編製音樂時採用，其中音樂學者田中直子以研究水琴窟音響著名。

## 資料來源
- 什麼是「水琴窟」？（英文）
- 水琴窟建造細節 （页面存档备份，存于）（英文）
- 水琴窟介紹，以及聲音範例檔案（英文）
- 日本水琴窟論壇 （页面存档备份，存于）（日語）
- 岩崎城公園水琴窟（日語）
- 水琴亭（創造学園大学）（日語）
- 水琴窟 （页面存档备份，存于）（日語）
- 水琴窟を楽しむ（日語）